# Leif Nordli
Leif Jostein Nordli (Bjørndalen, 23 ottobre 1966) è un ex calciatore norvegese, di ruolo difensore.

## Biografia
È il padre di Jonas e Simen Bolkan Nordli, entrambi calciatori professionisti.

## Carriera

### Club
Nordli cominciò la carriera con la maglia del Nærøy, per poi passare al Rørvik. Successivamente militò nel Namsos, prima di essere acquistato al Rosenborg. Nel 1991 si trasferì allo HamKam, per cui esordì il 28 aprile 1991, nel pareggio per 1-1 contro il Pors.
Si ritirò nel 1998.

## Palmarès

### Giocatore

#### Competizioni nazionali
- Campionato norvegese: 1

Rosenborg: 1990
- Coppa di Norvegia: 1

Rosenborg: 1990